# Émile Toussaint
Pour les articles homonymes, voir Toussaint (homonymie).

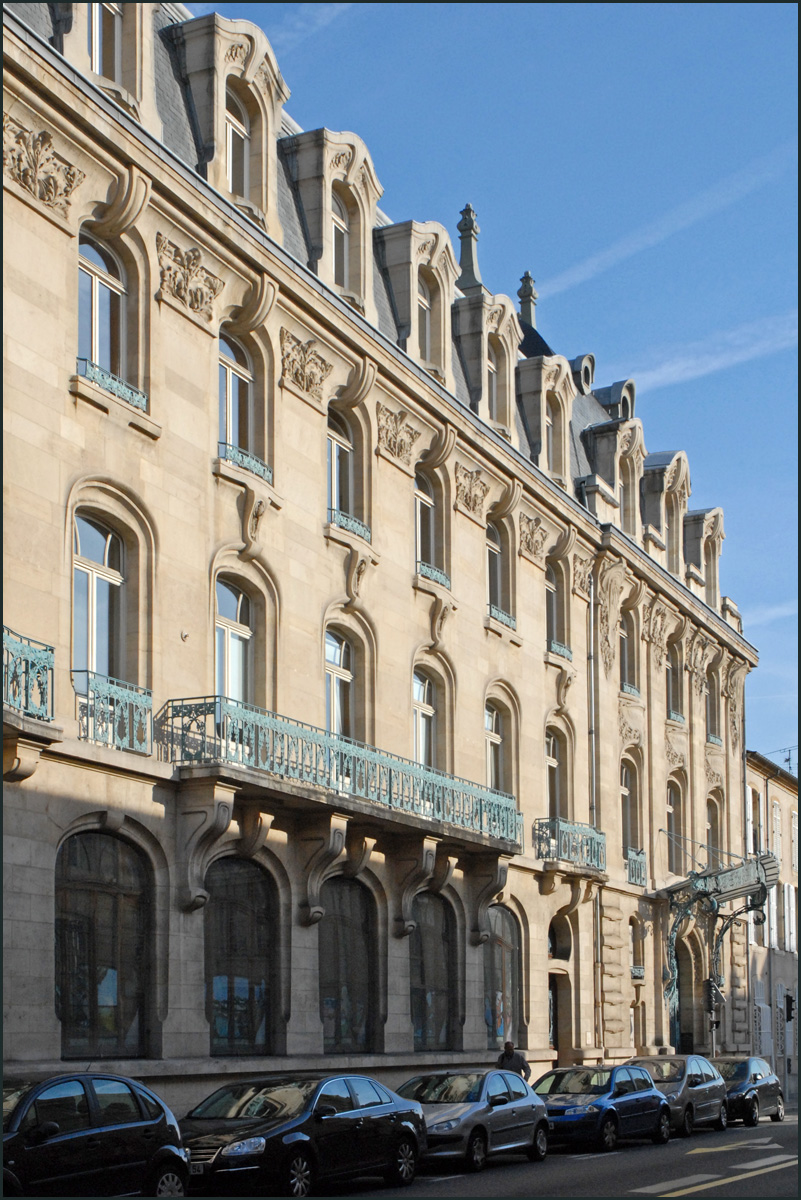
L’immeuble de la CCI de Meurthe-et-Moselle à Nancy, réalisé par les architectes Louis Marchal et Émile Toussaint (photo J.P.Dalbéra).

Émile Claude Toussaint, né le 20 mars 1872 à Nancy et mort pour la France le 20 août 1914 lors de la bataille de Morhange, est un architecte français du mouvement Art nouveau.

## Biographie
Élève de Victor Laloux, il étudie à l'École nationale supérieure des beaux-arts de 1889 à 1892.
Talent prometteur fauché prématurément par la guerre, il amasse très vite de nombreuses récompenses professionnelles : titulaire de 2 médailles de 2e classe et 8 médailles de 1re classe, il est aussi distingué par une mention au Salon des artistes français de 1898. Il reçoit le diplôme d'architecte en 1901 et est membre de la  Société des architectes diplômés par le gouvernement.
Ouvrant son cabinet à Nancy, sa ville natale, il exerce son activité professionnelle essentiellement en Lorraine. S'il conçoit surtout des immeubles particuliers pour le compte de commanditaires privés, il participe également à divers concours publics où ses propositions sont classées honorablement. Deux d'entre elles aboutissent à la réalisation effective d'œuvres architecturales caractéristiques du style Art nouveau : seul maître d'œuvre de l'immeuble de la Caisse d'épargne-Hôtel des postes et télégraphes de Pont-à-Mousson, Émile Toussaint s'associe avec Louis Marchal pour dessiner et bâtir le siège de la Chambre de commerce et d'industrie de Meurthe-et-Moselle à Nancy. Ces deux bâtiments ont survécu aux destructions des deux guerres mondiales.
Mobilisé comme lieutenant de réserve au 37e régiment d'infanterie, il est tué à l'ennemi au cours d'une des premières grandes batailles de la Première Guerre mondiale.

## Sources
- E. Delaire, Les Architectes élèves de l'École des beaux-arts 1793-1907, Paris 1907, p. 415.
- Fiche du lieutenant Émile Toussaint sur le site Mémoire des Hommes.